# Milíře (Šindelová)

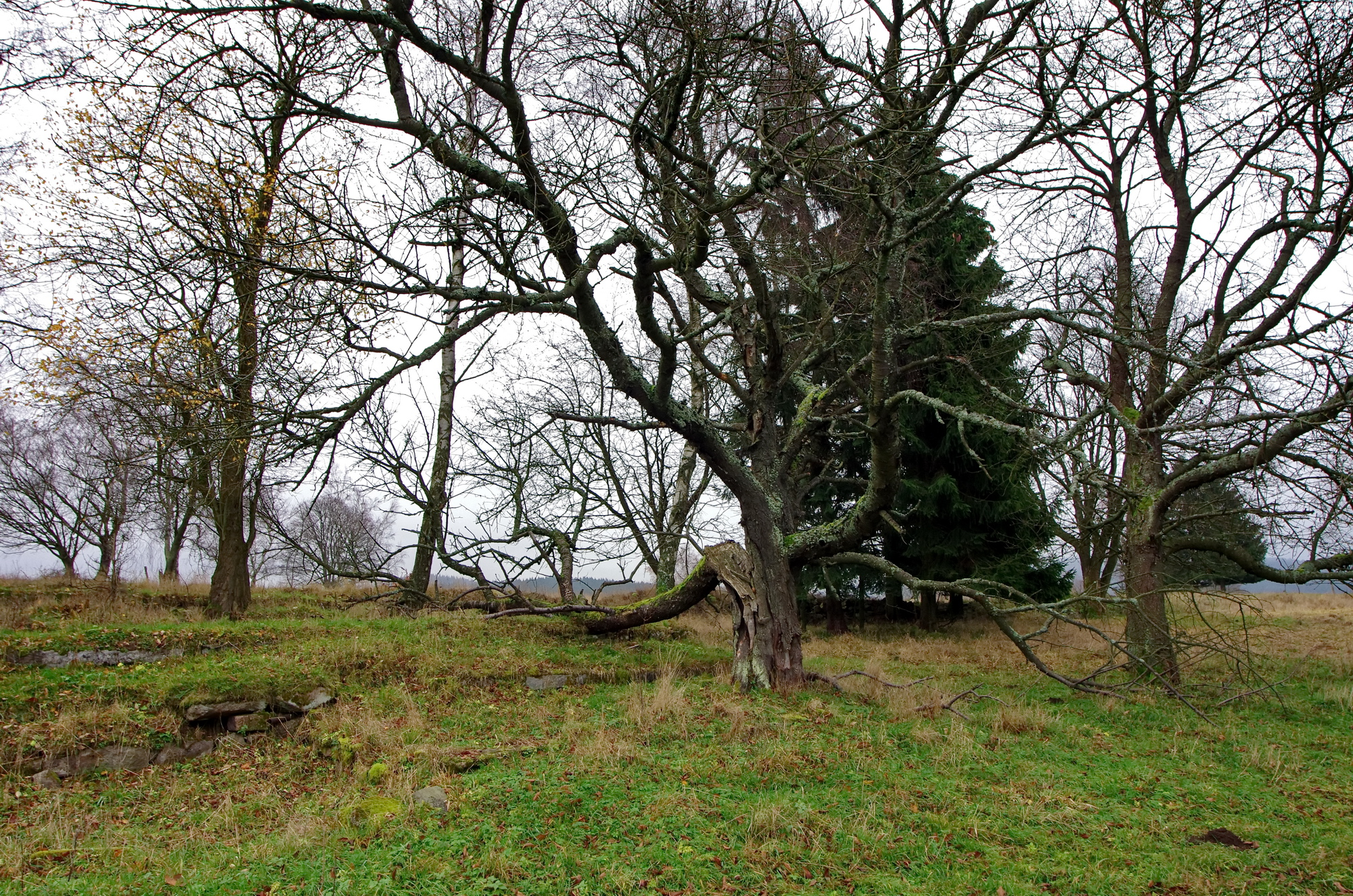
Mauerreste in Milíře

Milíře (deutsch Kohling bei Schönlind) ist eine Wüstung und Grundsiedlungseinheit der Gemeinde Šindelová (Schindlwald) im Okres Sokolov in der Tschechischen Republik.

## Lage
Das untergegangene Streudorf, in Ober- und Unterkohling unterteilt, lag etwa 2 km östlich der Gemeinde Šindelové und erstreckte sich am Fuße und an den Hängen des Vřesovka (Kühberg).

## Geschichte
Der Ortsname Kohling leitet sich von den dort früher häufig anzutreffenden Kohlenmeilern ab. In den Kirchmatriken von Heinrichsgrün wurde der Ort erstmals 1583 erwähnt, die Entstehung dürfte aber einige Jahrzehnte früher anzusetzen sein. Das Dorf gehörte zur Herrschaft Heinrichsgrün. 1525 erwarben die Schlicken Heinrichsgrün und Schönlind. Nach dem Tode des Grafen Niklas Schlick erbte Heinrichsgrün seine Witwe Agnes geb. Gräfin von Lippa. Ihr folgte der Ritter Niklas von Globen und ab 1589 erneut die Schlicken. Nach dem Dreißigjährigen Krieg wurden die Güter der Familie Schlick konfisziert und die Untertanen rekatholisiert. Die nicht bereit waren zu konvertieren, verließen das Land in Richtung Kursachsen. 1690 entstand in Schönlind eine Pfarrschule, die auch die Kinder von Vogeldorf, Kohling, Schindlwald und Unter Hochgarth besuchten. Um 1700 lebten die Bewohner vor allem von der Holzfällerei, der Verbrennung von Holzkohle und der Fertigung von Holzwaren. 1847 zählte Kohling 110 Häuser mit 969 Einwohnern, eine Löffelschmiede und ein herrschaftliches Forsthaus. Im Dorf gab es auch ein Sägewerk und eine Mühle. Kohling war zunächst nach Heinrichsgrün gepfarrt und später nach Schönlind, wo auch der Friedhof lag.  
Nach der Aufhebung der Patrimonialherrschaften wurde Kohling 1850 eine unabhängige Gemeinde. Eine eigene Schule besteht seit dem Ende des 19. Jahrhunderts. Von 1910 bis 1930 war Kohling Teil des Bezirks Neudek. Von 1938 bis 1945 gehörte die Gemeinde zum Landkreis Neudek im Reichsgau Sudetenland des Deutschen Reichs. Die deutsche Bevölkerung wurde nach dem Zweiten Weltkrieg enteignet und vertrieben. Alle Gebäude wurden in den 1950er Jahren restlos abgerissen. Seit 1950 ist die Wüstung Milíře eine Grundsiedlungseinheit der Gemeinde Šindelová. 